# 扎赫雷貝利尼亞
49°32′10″N 28°33′8″E / 49.53611°N 28.55222°E
扎赫雷貝利尼亞（烏克蘭語：Загребельня），是烏克蘭西南部文尼察州赫米利尼克區的村落，隸屬卡利尼夫卡市鎮，始建於1986年，面積0.71平方公里，海拔高度273米，2001年人口627，人口密度每平方公里881.86人。